# Déviateur
 (janvier 2022).
Si vous disposez d'ouvrages ou d'articles de référence ou si vous connaissez des sites web de qualité traitant du thème abordé ici, merci de compléter l'article en donnant les références utiles à sa vérifiabilité et en les liant à la section « Notes et références ».
Le déviateur est un opérateur matriciel utilisé en mécanique des milieux continus, plus précisément en plasticité.
Soit {\displaystyle {\mathcal {M}}} une matrice (ou tenseur d'ordre 2) de dimension n. Le déviateur de {\displaystyle {\mathcal {M}}}, noté {\displaystyle \mathrm {dev} {\mathcal {M}}}, vaut : 
{\displaystyle \mathrm {dev} {\mathcal {M}}={\mathcal {M}}-{\frac {Tr({\mathcal {M}})}{n}}I_{n}}
En mécanique (en trois dimensions, n = 3), dans le cas où {\displaystyle {\mathcal {M}}} représente le tenseur des contraintes {\displaystyle {\underline {\sigma }}}, le facteur {\displaystyle {\frac {Tr({\mathcal {M}})}{n}}} (Tr est la trace du tenseur M) correspond à la pression hydrostatique {\displaystyle p} :
{\displaystyle {\underline {S}}:=\mathrm {dev} ({\underline {\sigma }})={\underline {\sigma }}-{\frac {1}{3}}Tr({\underline {\sigma }})I_{3}}
Physiquement, le déviateur du tenseur des contraintes correspond donc aux contributions des contraintes autres que surfaciques (cas n = 3) ou linéiques (cas n = 2).